# Alberto de Belaúnde
Alberto de Belaúnde de Cárdenas (Miraflores, 20 de marzo de 1986) es un abogado, jurista, columnista y político peruano, además, es un reconocido activista de los derechos de la comunidad LGBT en su país.

## Biografía
Hijo del jurista y docente universitario Javier de Belaúnde López de Romaña y de Isabel de Cárdenas. 
Cursó sus estudios escolares en el Colegio Inmaculado Corazón y en el Colegio Santa María Marianistas. 
Ingresó a la Facultad de Derecho de la Pontificia Universidad Católica del Perú (2004-2010), graduándose de bachiller y recibiéndose de abogado. Es magíster en Planificación Territorial y Gestión Ambiental por la Universidad de Barcelona. Es además egresado de la maestría en Gobierno y Gestión Pública, por la Universidad de San Martín de Porres, y egresado del Programa de Liderazgo para la Competitividad Global de la Universidad de Georgetown; y es diplomado en Gestión Pública y Políticas Públicas, por la PUCP.

## Carrera política
Ha laborado como jefe de gabinete de asesores en la Municipalidad de Miraflores y como profesor a tiempo parcial en la Universidad del Pacífico. Es también profesor contratado de la PUCP.
En el 2014 se afilió al partido Somos Perú, renunciando al año siguiente para ingresar como invitado a Peruanos Por el Kambio. En 2016 postuló con esta agrupación y ganó un escaño en el Congreso de la República y en 2019 postuló con el Partido Morado y volvió a formar parte del parlamento peruano. 
En 2024 se unió al proyecto político Lo Justo con Marisol Pérez Tello y Flor Pablo. 

### Congresista de la República
En las elecciones generales de 2016 postuló para Congresista de la República, como representante de Lima Metropolitana. Ganó la curul obteniendo 29 271 votos preferenciales. El 22 de julio de 2016 juró como Congresista de la República.
Belaúnde es abiertamente gay y, junto con el congresista Carlos Bruce, ha planteado en el Congreso la aprobación de un proyecto de ley para crear la unión civil en el Perú entre personas del mismo sexo. Asimismo, ha firmado el proyecto de ley de matrimonio igualitario y el de identidad de género, y fue uno de los promotores del Decreto Legislativo 1323 contra los crímenes de odio. El 9 de octubre de 2019 fue reconocido con el Tammy Baldwin Breakthrough Award, premio que otorga la organización internacional Victory Institute a líderes LGBT alrededor del mundo.
Belaúnde fue uno de los autores del proyecto de ley de cannabis medicinal, junto con la congresista Tania Pariona de Nuevo Perú. Asimismo, fue uno de los impulsores de la creación de una Comisión Investigadora del Caso Sodalicio en el Congreso de la República.
El 26 de diciembre de 2017 presentó su renuncia irrevocable a la bancada oficialista de Peruanos Por el Kambio, señalando como razón el indulto a Alberto Fujimori, pues considera que el mismo se tramitó de manera política y no humanitaria, al haber la sospecha de que fuera el resultado de un trato del gobierno de PPK con un sector de la bancada fujimorista para impedir la vacancia presidencial.
El 19 de diciembre de 2018 se unió a Bancada Liberal, grupo parlamentario conformado por Gino Costa, Vicente Zeballos, Guido Lombardi y Francesco Petrozzi. Dicha bancada funcionó hasta la disolución del Congreso, la cual fue decretada por el presidente Martín Vizcarra el 30 de septiembre de 2019. Tras volver a postular al Congreso como candidato invitado por el Partido Morado, fue reelegido con la segunda votación más alta en el 2020 para culminar el mandato parlamentario.